# 特蘭奎利蒂 (加利福尼亞州)
特蘭奎利蒂（英語：Tranquility）是位於美國加利福尼亞州弗雷斯諾縣的一個人口普查指定地區。

## 地理
特蘭奎利蒂的座標為36°38′56″N 120°15′10″W / 36.64889°N 120.25278°W，而該地最高點為海拔高度50米（即164英尺）。

## 人口
根據2010年美國人口普查的數據，特蘭奎利蒂的面積為1.599平方千米，當中陸地面積為1.599平方千米，而水域面積為0.000平方千米。當地共有人口799人，而人口密度為每平方千米499人。